# BE Circuit 2011/12
Der BE Circuit 2011/12 war die 25. Auflage dieser europäischen Turnierserie im Badminton. Am 29. Juni 2011 wurden die für den vom 21. bis zum 24. September geplanten Israel International (BWF Level 4C ohne Preisgeld) abgesagt.

## Die Wertungsturniere
| Turnier                                 | Austragungsort              | Termin                            | Preisgeld      | BWF-Level |
| --------------------------------------- | --------------------------- | --------------------------------- | -------------- | --------- |
| 01 Denmark International 2011           | Frederikshavn               | 4.–8. Mai 2011                    | 15.000 US$     | Level 4A  |
| 02 Slovenia International 2011          | Medvode                     | 11.–15. Mai 2011                  | 5.000 US$      | Level 4B  |
| 03 Spanish International 2011           | Madrid                      | 19.–22. Mai 2011                  | 15.000 US$     | Level 4A  |
| 04 Lithuanian Open 2011                 | Kaunas                      | 9.–12. Juni 2011                  | 5.000 US$      | Level 4B  |
| 05 White Nights 2011                    | Gattschina/Sankt Petersburg | 6.–10. Juli 2011                  | 15.000 US$     | Level 4A  |
| 06 Slovak Open 2011                     | Prešov                      | 31. August – 3. September 2011    | 5.000 US$      | Level 4B  |
| 07 Kharkiv International 2011           | Charkiw                     | 8.–11. September 2011             | 15.000 US$     | Level 4A  |
| 08 Belgian International 2011           | Löwen                       | 15.–18. September 2011            | 15.000 US$     | Level 4A  |
| 09 Israel International 2011            | Chazor Aschdod              | abgesagt (21.–24. September 2011) | kein Preisgeld | Level 4C  |
| 09 Czech International 2011             | Brno                        | 29. September – 2. Oktober 2011   | 15.000 US$     | Level 4A  |
| 10 Bulgarian International 2011         | Sofia                       | 6.–9. Oktober 2011                | 15.000 US$     | Level 4A  |
| 11 Türkiye Open Antalya 2011            | Antalya                     | 13.–16. Oktober 2011              | 5.000 US$      | Level 4B  |
| 12 Swiss International 2011             | Belp                        | 20.–23. Oktober 2011              | 15.000 US$     | Level 4A  |
| 13 Cyprus International 2011            | Nikosia                     | 27.–30. Oktober 2011              | 5.000 US$      | Level 4B  |
| 14 Hungarian International 2011         | Budapest                    | 2.–6. November 2011               | 5.000 US$      | Level 4B  |
| 15 Iceland International 2011           | Reykjavík                   | 10.–13. November 2011             | 5.000 US$      | Level 4B  |
| 16 Norwegian International 2011         | Oslo                        | 17.–20. November 2011             | 15.000 US$     | Level 4A  |
| 17 Scottish International 2011          | Glasgow                     | 23.–27. November 2011             | 15.000 US$     | Level 4A  |
| 18 Welsh International 2011             | Cardiff                     | 1.–4. Dezember 2011               | 5.000 US$      | Level 4B  |
| 19 Irish International 2011             | Dublin                      | 8.–11. Dezember 2011              | 15.000 US$     | Level 4A  |
| 20 Italian International 2011           | Rom                         | 13.–16. Dezember 2011             | 15.000 US$     | Level 4A  |
| 21 Turkey International 2011            | Istanbul                    | 19.–22. Dezember 2011             | 15.000 US$     | Level 4A  |
| 22 Estonian International 2012          | Tallinn                     | 12.–15. Januar 2012               | 5.000 US$      | Level 4B  |
| 23 Swedish International Stockholm 2012 | Stockholm                   | 19.–22. Januar 2012               | 15.000 US$     | Level 4A  |
| 24 Austrian International 2012          | Wien                        | 22.–25. Februar 2012              | 15.000 US$     | Level 4A  |
| 25 Croatian International 2012          | Zagreb                      | 8.–11. März 2012                  | 5.000 US$      | Level 4B  |
| 26 Romanian International 2012          | Timișoara                   | 15.–18. März 2012                 | 5.000 US$      | Level 4B  |
| 27 Polish International 2012            | Warschau                    | 22.–25. März 2012                 | 15.000 US$     | Level 4A  |
| 28 Finnish Open 2012                    | Vantaa                      | 29. März – 1. April 2012          | 15.000 US$     | Level 4A  |
| 29 French International 2012            | Orléans                     | 5.–8. April 2012                  | 5.000 US$      | Level 4B  |
| 30 Dutch International 2012             | Wateringen                  | 12.–15. April 2012                | 15.000 US$     | Level 4A  |
| 31 Portugal International 2012          | Caldas da Rainha            | 26.–29. April 2012                | 5.000 US$      | Level 4B. |

## Sieger
| Veranstaltung                   | Herreneinzel            | Dameneinzel          | Herrendoppel                         | Damendoppel                              | Mixed                                      |
| ------------------------------- | ----------------------- | -------------------- | ------------------------------------ | ---------------------------------------- | ------------------------------------------ |
| Denmark International           | Jan Ø. Jørgensen        | Anastasia Prokopenko | Rasmus Bonde Anders Kristiansen      | Line Damkjær Kruse Marie Røpke           | Mads Pieler Kolding DänemarkJulie Houmann  |
| Slovenian International         | Hsu Jen-hao             | Carola Bott          | Łukasz Moreń Wojciech Szkudlarczyk   | Johanna Goliszewski Carla Nelte          | Zvonimir Đurkinjak Staša Poznanović        |
| Spanish International           | Viktor Axelsen          | Carolina Marín       | Adam Cwalina Michał Łogosz           | Lotte Jonathans Paulien van Dooremalen   | Mikkel Delbo Larsen Mie Schjøtt-Kristensen |
| Lithuanian International        | Kęstutis Navickas       | Chloe Magee          | Łukasz Moreń Wojciech Szkudlarczyk   | Anna Kobceva Elena Prus                  | Sam Magee Chloe Magee                      |
| St. Petersburg White Nights     | Hsu Jen-hao             | Fransisca Ratnasari  | Rendra Wijaya Rian Sukmawan          | Anastasia Russkikh Irina Khlebko         | Danny Bawa Chrisnanta Vanessa Neo Yu Yan   |
| Slovak International            | Petr Koukal             | Anu Nieminen         | Jorrit de Ruiter Dave Khodabux       | Selena Piek Iris Tabeling                | Dave Khodabux Selena Piek                  |
| Kharkiv International           | Brice Leverdez          | Olga Konon           | Vladimir Ivanov RusslandIvan Sozonov | Shinta Mulia Sari Yao Lei                | Michael Fuchs Birgit Michels               |
| Belgian International           | Brice Leverdez          | Olga Konon           | Adam Cwalina Michał Łogosz           | Shinta Mulia Sari Yao Lei                | Chayut Triyachart Yao Lei                  |
| Czech International             | Przemysław Wacha        | Kristína Gavnholt    | Adam Cwalina Michał Łogosz           | Valeria Sorokina Nina Vislova            | Alexandr Nikolaenko Nina Vislova           |
| Bulgarian International         | Przemysław Wacha        | Linda Zechiri        | Liang Jui-wei Liao Kuan-hao          | Heather Olver Mariana Agathangelou       | Valeriy Atrashchenkov Anna Kobceva         |
| Turkey Open                     | Fabian Hammes           | Anne Hald            | Ben Stawski Paul van Rietvelde       | Gabriela Stoeva Stefani Stoeva           | Ben Stawski Lauren Smith                   |
| Swiss International             | Andre Kurniawan Tedjono | P. V. Sindhu         | Łukasz Moreń Wojciech Szkudlarczyk   | Pradnya Gadre Prajakta Sawant            | Vitaliy Durkin Nina Vislova                |
| Cyprus International            | Emil Holst              | Lianne Tan           | Theis Christiansen Niclas Nøhr       | Tatjana Bibik Anastasiia Akchurina       | Niclas Nøhr Joan Christiansen              |
| Hungarian International         | Rasmus Fladberg         | Stefani Stoeva       | Zvonimir Đurkinjak Zvonimir Hölbling | Natalia Pocztowiak Staša Poznanović      | Viki Indra Okvana Gustiani Megawati        |
| Iceland International           | Mathias Borg            | Ragna Ingólfsdóttir  | Thomas Dew-Hattens Mathias Kany      | Tinna Helgadóttir Snjólaug Jóhannsdóttir | Thomas Dew-Hattens Louise Grimm Hansen     |
| Norwegian International         | Ville Lång              | Linda Zechiri        | Rasmus Bonde Anders Kristiansen      | Eva Lee Paula Obanana                    | Sam Magee Chloe Magee                      |
| Scottish Open                   | Rajiv Ouseph            | Judith Meulendijks   | Vladimir Ivanov Ivan Sozonov         | Emelie Lennartsson Emma Wengberg         | Kim Astrup Line Kjærsfeldt                 |
| Welsh International             | Niluka Karunaratne      | Nicole Schaller      | Chris Coles Matthew Nottingham       | Ng Hui Ern Ng Hui Lin                    | Martin Campbell Ng Hui Lin                 |
| Irish Open                      | Rajiv Ouseph            | Pai Hsiao-ma         | Adam Cwalina Michał Łogosz           | Ng Hui Ern Ng Hui Lin                    | Heather Olver Marcus Ellis                 |
| Italian International           | Pablo Abián             | Yao Jie              | Vladimir Ivanov Ivan Sozonov         | Valeria Sorokina Nina Vislova            | Alexandr Nikolaenko Valeria Sorokina       |
| Turkey International            | Hong Ji-hoon            | Petya Nedelcheva     | Kim Gi-jung Kim Sa-rang              | Sandra Marinello Birgit Michels          | Cho Gun-woo Yoo Hyun-young                 |
| Estonian International          | Ville Lång              | Judith Meulendijks   | Laurent Constantin Sébastien Vincent | Selena Piek Iris Tabeling                | Dave Khodabux Selena Piek                  |
| Swedish International Stockholm | Chan Yan Kit            | Pi Hongyan           | Vladimir Ivanov Ivan Sozonov         | Mariana Agathangelou Heather Olver       | Nathan Robertson Jenny Wallwork            |
| Austrian International          | Przemysław Wacha        | Sayaka Takahashi     | Rupesh Kumar Sanave Thomas           | Ng Hui Ern Ng Hui Lin                    | Wong Wai Hong Chau Hoi Wah                 |
| Croatian International          | Lukas Schmidt           | Kana Ito             | Jacco Arends Jelle Maas              | Samantha Barning Eefje Muskens           | Jacco Arends Ilse Vaessen                  |
| Romanian International          | Marcel Reuter           | Kana Ito             | Laurent Constantin Sébastien Vincent | Sandra-Maria Jensen Line Kjærsfeldt      | Edi Subaktiar Melati Daeva Oktavianti      |
| Polish Open                     | Hsu Jen-hao             | Ai Goto              | Vladimir Ivanov RusslandIvan Sozonov | Mariana Agathangelou Heather Olver       | Nathan Robertson Jenny Wallwork            |
| Finnish International           | Rajiv Ouseph            | Yao Jie              | Vladimir Ivanov Ivan Sozonov         | Alexandra Bruce Michelle Li              | Chris Adcock Imogen Bankier                |
| French International            | Anand Pawar             | Judith Meulendijks   | Peter Käsbauer Josche Zurwonne       | Johanna Goliszewski Judith Meulendijks   | Peter Käsbauer Johanna Goliszewski         |
| Dutch International             | Andre Kurniawan Tedjono | Yao Jie              | Nelson Heg Wei Keat Teo Ee Yi        | Lotte Jonathans Paulien van Dooremalen   | Robert Mateusiak Nadieżda Zięba            |
| Portugal International          | Dieter Domke            | Beatriz Corrales     | Zvonimir Đurkinjak Nikolaj Overgaard | Gabrielle White Alexandra Langley        | Marcus Ellis Gabrielle White               |